# Pitthea fuliginosa
Pitthea fuliginosa là một loài bướm đêm trong họ Geometridae.